# For Inspiration and Recognition of Science and Technology
For Inspiration and Recognition of Science and Technology (em inglês, Para Inspiração e Reconhecimento da Ciência e Tecnologia), mais conhecida pela sigla FIRST, é uma organização americana com foco em jovens que opera internacionamente diversas competições de robótica. As competições realizadas pela organização são o FIRST Robotics Competition, FIRST LEGO League Challenge, FIRST LEGO League Explore, FIRST LEGO League Discover, FIRST Global Challenge e FIRST Tech Challenge. Fundada por Dean Kamen e Woodie Flowers em 1989, seu objetivo expresso é desenvolver maneiras de inspirar estudantes nas áreas de engenharia e tecnologia, através de programas e competições relacionadas à robótica educacional. Sua filosofia é expressa pela organização como "Coopertition" e "Gracious Professionalism". A FIRST também opera o FIRST Place, um centro de pesquisa na sede da FIRST em Manchester, Nova Hampshire, onde oferece programas educacionais para alunos e professores.

## Estrutura
A FIRST opera como uma corporação sem fins lucrativos. A organização licencia equipes qualificadas, geralmente filiadas a escolas ou outras organizações juvenis, para participar de suas competições. As equipes, por sua vez, pagam uma taxa à FIRST; essas taxas, a maioria das quais são redistribuídas para pagar o kits e outros serviços das equipes, compõem a maior parte da receita da FIRST.

## Atividades

### FIRST Robotics Competition

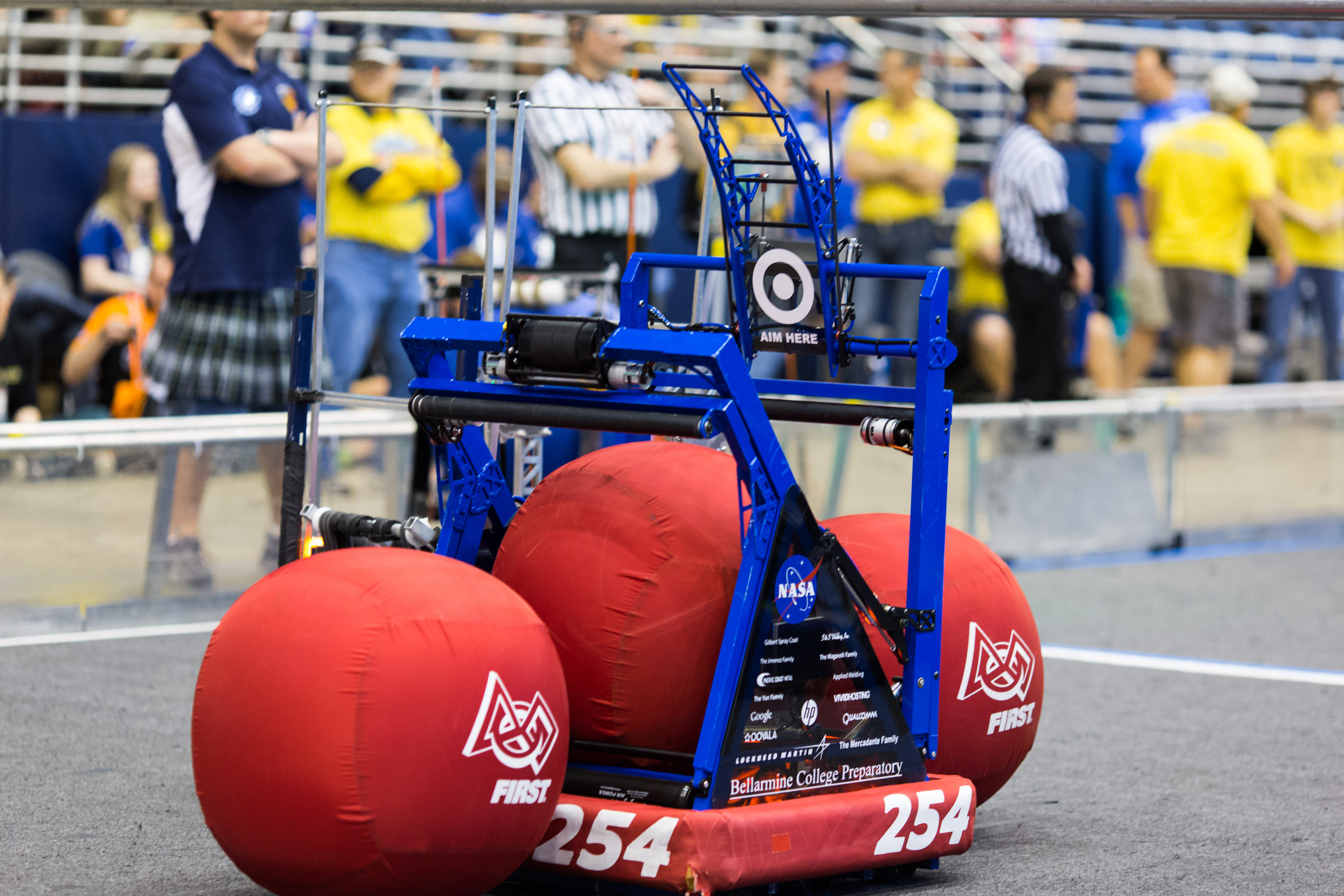
"Barrage", robô campeão mundial da FIRST Robotics Competition em 2014 feito pela equipe 254 (The Cheesy Poofs).

O primeiro e mais complexo programa desenvolvido pela FIRST é o FIRST Robotics Competition (abreviado pela sigla FRC), projetado para inspirar estudantes do ensino médio na área da ciência e tecnologia, dando-lhes experiência no mundo real trabalhando como engenheiros para desenvolver um robô capaz de realizar os desafios propostos pelo ano. A primeira competição FRC foi realizada em 1992, cujo jogo era denominado Maize Craze. Desde 2019, participam mais de 3.700 equipes do ensino médio, totalizando mais de 46.000 alunos da Austrália, Brasil, Canadá, França, Turquia, Israel, México, Países Baixos, Estados Unidos, Reino Unido, etc.

O desafio da competição muda a cada ano e as equipes podem reutilizar apenas alguns componentes dos anos anteriores. Os robôs pesam no máximo 125 lb (56.7 kg), sem baterias e bumpers. O kit emitido para cada equipe, chamado de Kit of Parts (tradução do inglês para "kit de peças") ou pela sigla KOP, contém um conjunto básico de peças. Apenas inscrição e o kit de peças juntos custam cerca de US$ 6.000. Além disso, as equipes podem gastar mais US$ 5.500 em seu robô. O objetivo desta regra é diminuir a influência do dinheiro na competitividade das equipes. Os detalhes do jogo são divulgados em todo primeiro sábado de janeiro (exceto quando esse sábado cair em 1 ou 2 de janeiro), e as equipes recebem seis semanas para construir um robô que possa realizar as tarefas do jogo. Esse evento de janeiro para a divulgação da temporada é chamado de Kickoff.

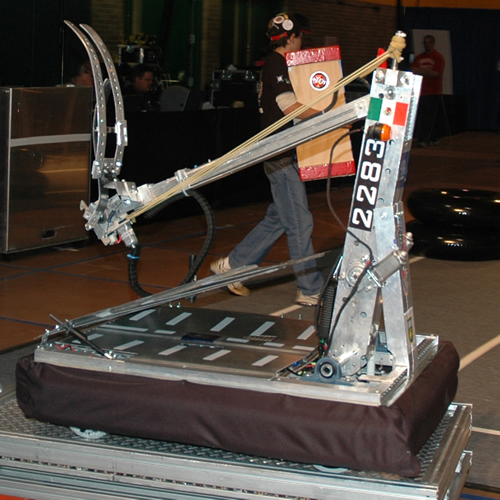
Robô da equipe 2283 para a temporada de 2007 da FIRST Robotics Competition: Rack 'n Roll

Em 2011, as equipes participaram de 48 competições regionais e distritais ao longo de março, em um esforço para se classificar para o FIRST Championship em St. Louis em abril. Os campeonatos dos anos anteriores foram realizados em Atlanta, Houston e no Epcot do Walt Disney World. Em 7 de outubro de 2009, a FIRST anunciou que o evento do campeonato estaria em St. Louis, Missouri de 2011 a 2013. O sistema de competição distrital foi introduzido em Michigan e a partir de 2017, expandiu-se para incluir distritos no Oeste Americano, Médio Atlântico, área de Washington, D.C., Nova Inglaterra, Geórgia, Carolina do Norte, Ontário e Israel. Quando foram criados em 2017, os distritos de Ontário e Israel se tornaram os primeiros distritos fora dos Estados Unidos. O sistema de competição distrital mudou os eventos tradicionais chamados de "regionais", permitindo que as equipes competissem em vários eventos menores e usando um algoritmo de classificação associado para determinar quais equipes avançariam para o próximo nível da competição. Em geral, houve esforços para mover mais regiões para o sistema de distritos; Califórnia, Texas e Nova Iorque foram especialmente pressionados a mudar para o sistema distrital.

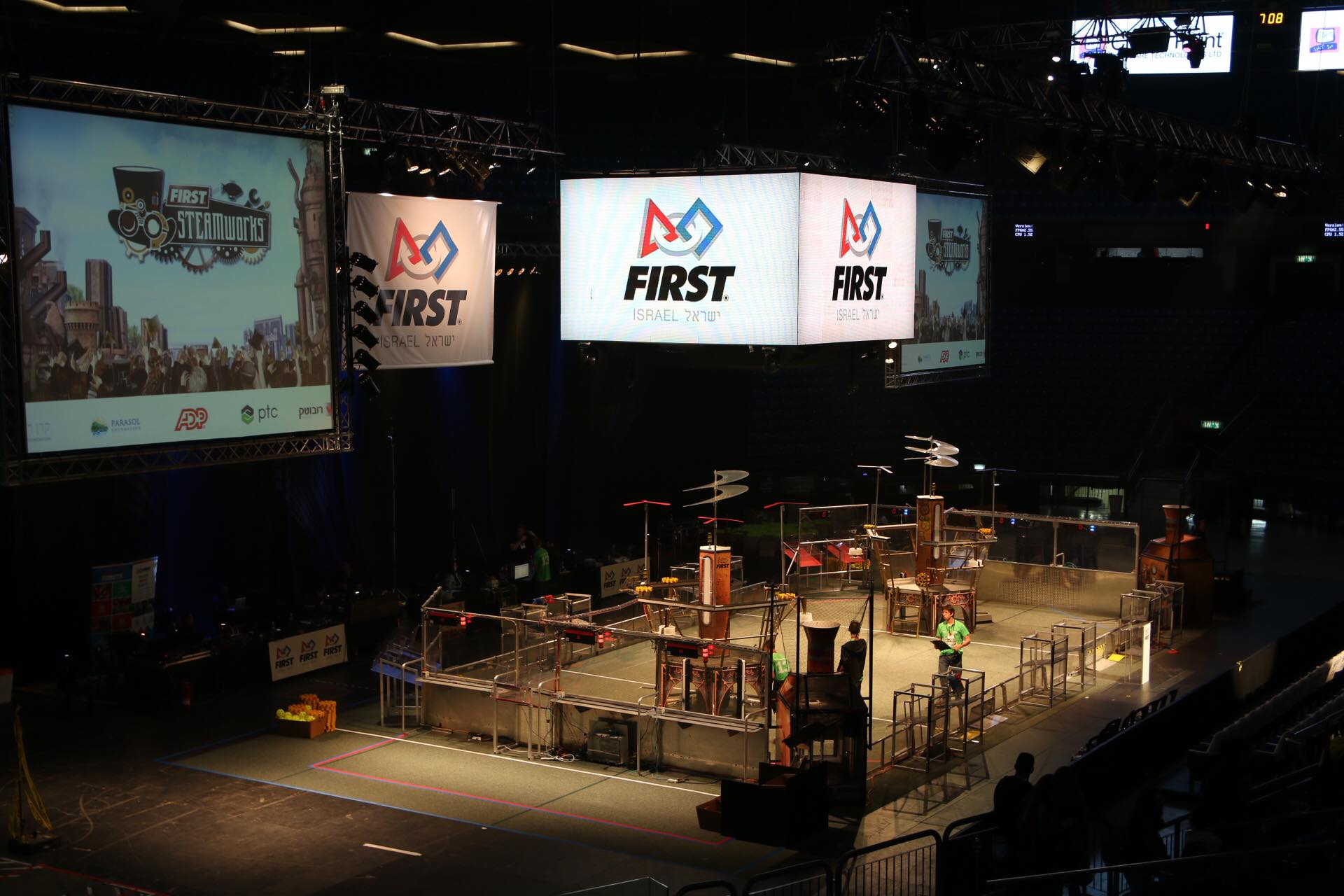
Arena da edição do ano de 2017 do FIRST Robotics Competition: FIRST Steamworks. na Arena Menora Mivtachim, campeonato distrital de Israel em 2017.

### FIRST Tech Challenge

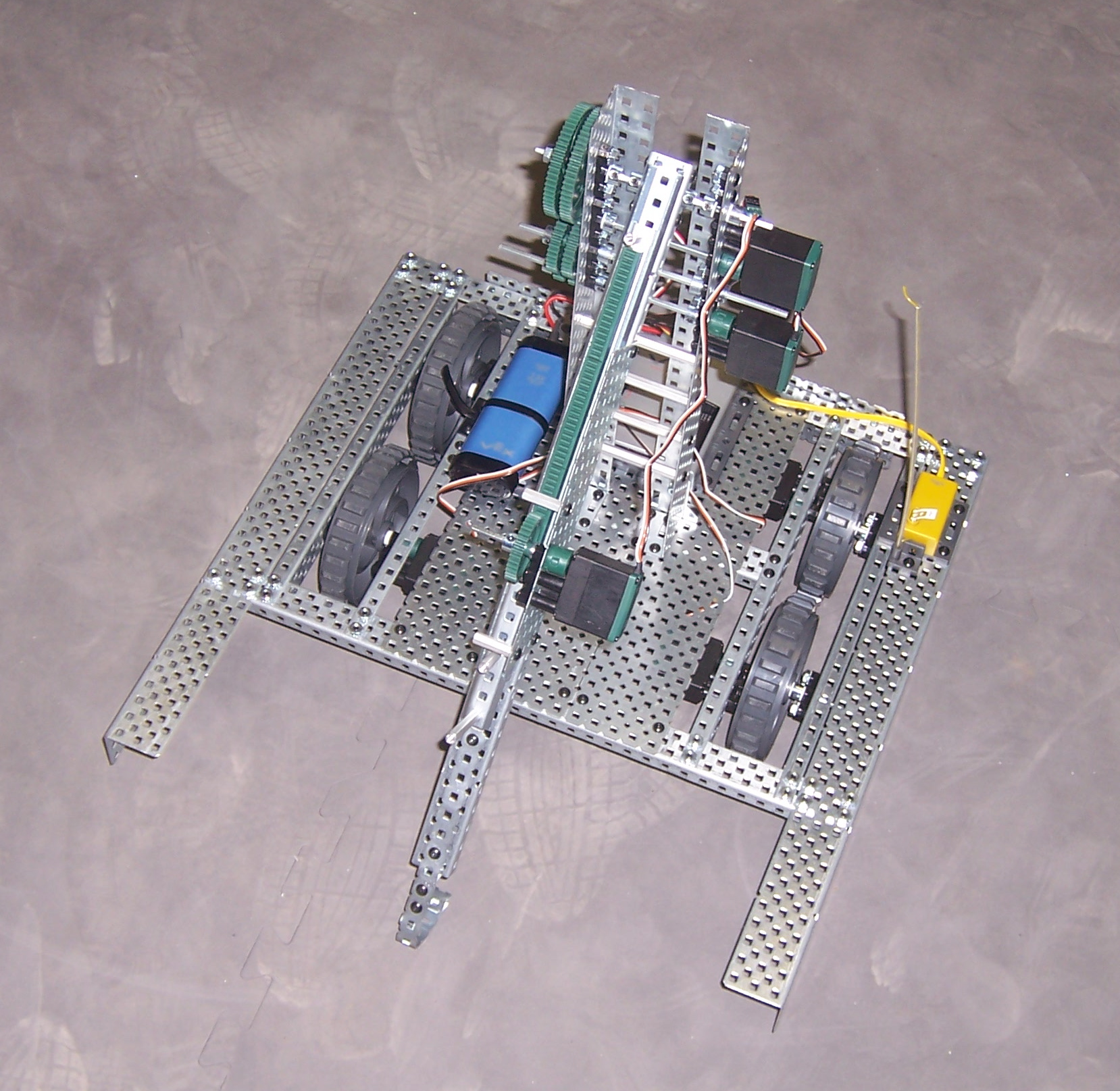
Um robô do FIRST Tech Challenge do ano de 2007

FIRST Tech Challenge (FTC), anteriormente FIRST VEX Challenge (FVC), por questões de patrocínio, é uma competição de robótica anunciada pela FIRST em 22 de março de 2005. Segundo a organização, este concurso foi concebido para ser uma opção mais acessível e económica para as escolas. O programa FIRST Tech Challenge foi criado para alunos com idades de 7 à 18 anos (ensinos fundamental e médio). Os robôs FIRST Tech Challenge têm aproximadamente um terço da escala de seus equivalentes da FIRST Robotics Competition. Além da acessibilidade, o FIRST Tech Challenge visa proporcionar uma transição para os alunos da competição FIRST LEGO League Challenge para a FIRST Robotics Competition. O FIRST Tech Challenge foi desenvolvido para o VEX Robotics Design System, que está disponível comercialmente.
A temporada piloto da FVC de 2005 apresentou uma demonstração do FIRST VEX Challenge usando uma maquete em escala linear de 1/3 da FIRST Robotics Competition de 2004, FIRST Frenzy: Raising the Bar. Para a temporada piloto de 2005-2006, as equipes FVC jogaram o jogo Half-Pipe Hustle usando bolas de raquete e rampas.
Para a temporada 2006-2007 do FIRST Tech Challenge, as equipes competiram no desafio Hangin'-A-Round usando bolas de softbol, plataformas giratórias, uma barra suspensa e uma bola 'Atlas' maior que é significativamente maior do que a maioria dos robôs Vex e mais difícil de manipular. As competições foram realizadas nos Estados Unidos, Canadá e México.
Para a temporada 2008-2009 do FIRST Tech Challenge, um novo kit foi introduzido, pois a FIRST se afastou da VEX Robotics e trabalhou com vários fornecedores diferentes para criar um kit personalizado e sistema de controle para o FIRST Tech Challenge conhecido como TETRIX. Com base no "cérebro" LEGO Mindstorms NXT e incluindo controladores especializados secundários para superar as limitações do NXT, as equipes usam um link Bluetooth entre o NXT e um laptop executando o software de pilotagem do FIRST Tech Challenge. Os pilotos de uma equipe usam um ou dois joysticks USB para controlar seus robôs.
Para a temporada 2015-2016 do FIRST Tech Challenge, em parceria com a Qualcomm, o LEGO Mindstorms NXT foi substituído como o "cérebro" do robô por um dispositivo Android que se comunica via Wi-fi. Além disso, os alunos foram autorizados a usar o MIT App Inventor ou Android Studio (linguagem Java) para programar seus robôs.

### FIRST LEGO League Challenge

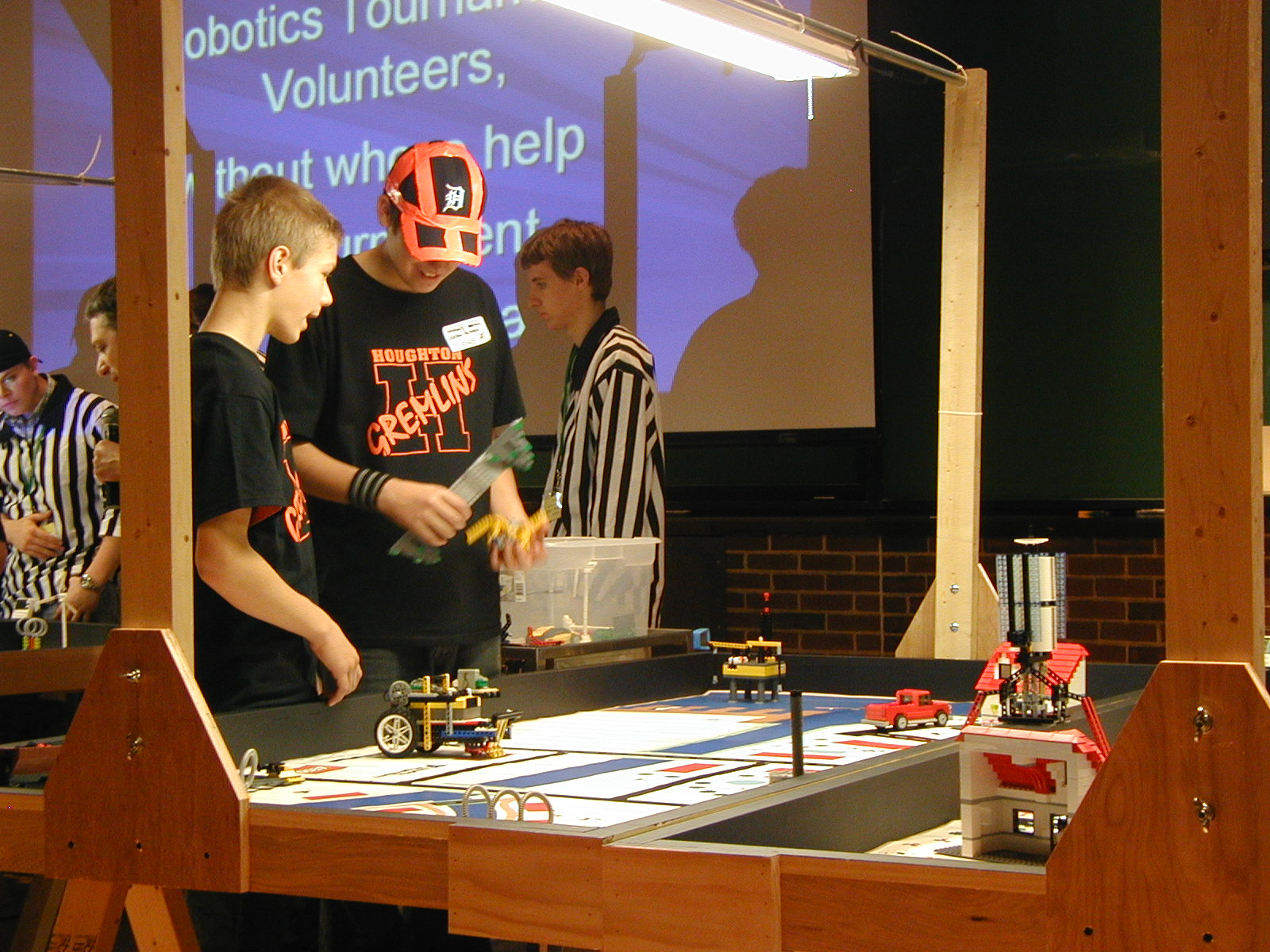
Um robô da temporada do ano de 2007 (Power Puzzle), a praticar na quadra

Em 1998, o FIRST LEGO League Challenge (anteriormente conhecido como FIRST LEGO League, ou pela sigla FLL), um programa semelhante ao FIRST Robotics Competition, foi formado. Destina-se a alunos de 9 a 14 anos e utiliza do LEGO Mindstorms (EV3, NXT, RCX) para construir robôs LEGO do tamanho da palma da mão, que são programados usando o software ROBOLAB (sistemas baseados em RCX) ou Mindstorms NXT ou software EV3 (para sistemas baseados em NXT ou EV3, respectivamente) para competir de forma autônoma contra outras equipes. O software ROBOLAB é baseado no software de engenharia de controle industrial LabVIEW da National Instruments . A combinação de peças LEGO intercambiáveis, sistemas embarcados, sensores e o software acima mencionado fornece a pré-adolescentes e adolescentes a capacidade de construir modelos simples de robôs funcionais. A competição também utiliza um elemento de pesquisa que tem como tema o jogo de cada ano e lida com uma situação do mundo real para os alunos aprenderem durante a temporada. Em 2020, o programa foi renomeado para FIRST LEGO League Challenge.
A natureza simplista de seus jogos, seus custos de inicialização de equipe relativamente baixos e sua associação com o Grupo LEGO significam que é a mais extensa de todas as competições FIRST, apesar de um perfil mais baixo e menos patrocinadores do que o FIRST Tech Challenge ou FIRST Robotics Competition. Em 2009, 14.725 equipes de 56 países participaram de competições locais, regionais, nacionais e internacionais, em comparação com cerca de 1.600 equipes em cerca de 10 países para a FIRST Robotics Competition.

### FIRST LEGO League Explore
FIRST LEGO League Explore (anteriormente conhecido como FIRST LEGO League Junior, ou pela sigla FLL Jr.) é uma variação do FIRST LEGO League Challenge, voltado para crianças do ensino fundamental, no qual crianças de 5 a 8 anos constroem modelos e projetos com a utilização das peças LEGO, lidando com o desafio daquele ano. Pelo menos uma parte de um modelo tem um componente móvel. As equipes participam de exposições em todo o país, onde demonstram e explicam seus modelos e pesquisas para oportunidades de premiação.

### FIRST LEGO League Discover
Lançado em 2019, o FIRST LEGO League Discover é projetado para crianças de 4 a 6 anos e se concentra em uma introdução lúdica aos conceitos e ideias STEM ("Science, technology, engineering, and mathematics": Ciência, tecnologia, engenharia e matemática). As equipes usam os kits LEGO Duplo para completar o desafio de cada ano e apresentam seus modelos em exposições semelhantes às encontradas no FIRST LEGO League Explore.

### FIRST Championship
FIRST Championship (conhecido como "mundial" da FIRST) é o evento anual que celebra o final de todos os seus programas, reunindo-os para as rodadas finais no mesmo evento. Em 2017, o FIRST Championship foi dividido em dois eventos, inicialmente realizados em St. Louis e Houston, devido ao aumento do número de equipes participantes. De 2018 a 2020, o FIRST Championship foi realizado em Detroit e Houston. Em 2022, o Championship voltou apenas para Houston.Após a conclusão dos campeonatos de 2022, a FIRST anunciou que o evento aconteceria em um único local (em Houston, Texas) para as temporadas de 2023 e 2024.

## Apoio
A FIRST é uma organização autossustentável; no entanto, equipes individuais normalmente dependem de fontes externas de financiamento. Além da ajudas das equipes de robótica, também são necessários fundos externos significativos para realizar eventos regionais e o FIRST Championship.

### Apoio de empresas terceiras
Doações e subsídios corporativos geralmente fornecem a maior parte dos fundos de uma equipe FRC. Os principais doadores incluem BAE Systems, Google, Raytheon, Apple Inc., NASA e National Instruments.

### Governo
Todos os anos, durante seu discurso no evento inicial, o fundador Dean Kamen relembra a importância de espalhar os valores da FIRST pela comunidade. Muitas vezes, envolve divulgar a FIRST de várias maneiras, como aumentar o número de times em regionais (2005) e orientar equipes rookies (novatas). Em 2007, o objetivo de Dean era que cada equipe entrasse em contato com seus funcionários do governo e os convidasse para uma regional para expô-los à competição e apresentar a organização.

## Filosofia
A FIRST procura promover uma filosofia de trabalho em equipe e colaboração entre os engenheiros e incentiva as equipes concorrentes a permanecerem amigáveis, ajudando umas às outras quando necessário. Termos frequentemente aplicados a este são o Gracious Professionalism e Coopertition; termos cunhados por Woodie Flowers e Dean Kamen que apoiam o respeito aos concorrentes e a integridade nas ações.

### Gracious Professionalism
Gracious Professionalism é um importante elemento em toda a comunidade FIRST. Em todas as competições regionais, distritais e mundiais, os juízes procuram equipes que sejam profissionais e respeitosos. O Gracious Professionalism é sobre "competir em um campo de jogo equilibrado". Isso significa que cada equipe seja incentivada a fazer o seu melhor, todavia sem atrapalhar o progresso e crescimento das equipes adversárias. A maneira como o sistema de equipes é configurado (geralmente compostas alianças formadas por dois e três robôs, no caso da FTC e FRC, respectivamente) é que cada equipe participa de uma partida com outras equipes aleatórias, durante as partidas qualificatórias. Portanto, o adversário de uma equipe em uma partida pode se tornar um aliado em uma partida futura. Tradicionalmente, fora do FIRST, quando se compartilha recursos em uma competição, equipes tendem a ajudar umas às outras, independentemente da aliança que construírão durante a competição.
Dessa forma, o Gracious Professionalism permite que oponentes compartilhem recursos e ajude em falhas durante o evento ou processo de fabricação do robô. Por exemplo, se uma equipe precisa de uma peça ou ferramenta para consertar seu robô, espera-se que qualquer equipe, mesmo uma equipe adversária, ofereça auxílio a essa equipe para competir. Através dessa ação, o aluno descobre que o sucesso está em aprender e ajudar os outros, não importando as circunstâncias. Com isso em mente, os juízes dão um prêmio de Gracious Professionalism nos torneios organizados pela FIRST, para uma equipe que mostra uma excelente participação através das ações citadas.
O conceito de Gracious Professionalism cresceu a partir de uma aula de robótica que Flowers ensinou no Instituto de Tecnologia de Massachusetts (MIT).

### Comunidade
O método mais comum de equipes de patrocínio monetário e de recursos vem através da comunidade ao redor da equipe. Como a maioria das equipes se baseia em uma escola, geralmente esses locais fornecem a infraestrutura necessária para administrar uma equipe. Governos locais e cidadãos individuais podem fornecer fundos e outros tipos de apoio às equipes. As universidades e faculdades locais costumam dar fundos significativos para as equipes.